# Дел Реј (Калифорнија)
Дел Реј (енгл. Del Rey) насељено је место без административног статуса у америчкој савезној држави Калифорнија.

## Демографија
По попису из 2010. године број становника је 1.639, што је 689 (72,5%) становника више него 2000. године.
| Група             | 2000.       | 2010.         |
| Белци             | 54 (5,7%)   | 59 (3,6%)     |
| Афроамериканци    | 6 (0,6%)    | 7 (0,4%)      |
| Азијати           | 10 (1,1%)   | 34 (2,1%)     |
| Хиспаноамериканци | 888 (93,5%) | 1.534 (93,6%) |
| Укупно            | 950         | 1.639         |